# Фердинанд Баварский (архиепископ Кёльна)
Фердинанд Баварский (нем. Ferdinand von Bayern; 6 октября 1577, Мюнхен — 13 сентября 1650, Арнсберг) — курфюрст Священной Римской империи и архиепископ Кёльнский (1612—1650), владетель Фест-Рекклингхаузена, герцог Вестфалии, князь-епископ Хильдесхаймский, Люттиха и Мюнстера (1612—1650), а также Падерборна (1618—1650).

## Биография
Фердинанд родился в семье герцога Баварии Вильгельма V и его супруги, Ренаты Лотарингской. Его дядей был кёльнский архиепископ Эрнст Баварский, брат Максимилиан стал курфюрстом Баварии.
Ещё в детстве Фердинанд готовился для духовной карьеры. В 1587 году он поступает в гимназию иезуитов в Ингольштадте. Здесь он попадает под влияние борцов с Реформацией. После окончания своего образования у иезуитов Фердинанд приезжает в Кёльн, где занимает пост настоятеля Кёльнского собора. В 1592—1593 годах он живёт в Риме, пользуясь покровительством папы Климента VIII. В связи с тем, что Эрнст Баварский вёл весьма предосудительный, скандальный образ жизни, предпочитая охоту и любовные похождения ведению церковных дел, папский нунций в Кёльне назначает благочестивого Фердинанда коадъютором Эрнста (в 1595 году) в Кёльнском архиепископстве. В 1599 году он становится также коадъютором монастыря Стабло-Мальмеди, а в 1601 — Льежского епископства. В 1612 году умирает дядя Фердинанда, архиепископ Кёльна Эрнст Баварский, и он занимает этот высокий церковный пост, а также возглавляет кафедры Мюнстера, Льежа и Хильдесхайма. В 1618 он становится и епископом Падерборна. Объединения нескольких католических епископатов в одних руках служило цели защитить их территорию от могущественных соседей-протестантов.
Фердинанд Баварский был активным апологетом контрреформации. Эта политика им проводилась при помощи созданного по его же инициативе Кёльнского церковного совета. В 1614 году Фердинанд издаёт указ, согласно которому гражданские права и право на занятие государственных должностей в архиепископстве полагались лишь лицам католического вероисповедания. На подчинённых ему территориях архиепископ поощрял деятельность иезуитов, капуцинов и других религиозных орденов.
В своей государственной политике архиепископ Фердинанд проводил курс на улучшение финансового положения Кёльна, реформировал систему управления архиепископством. Во внешней политике он ориентировался на Баварию, всячески поддерживая своего брата Максимилиана — в том числе во время Тридцатилетней войны. В 1618 Фердинанд вступает в Католическую лигу. В первое десятилетие Тридцатилетней войны он сумел защитить свои территории от вражеских нашествий, однако после вступления в войну Швеции архиепископство Кёльнское было разорено многочисленными отрядами сражавшихся здесь шведских, французских, испанских и австрийских войск.
Архиепископ Фердинанд Баварский известен также широким проведением на подвластных ему территориях процессов против ведьм. В 1607 году он выпускает кодекс ведения ведовских процессов (переработан в 1628), который ужесточал принятые в Империи правила и вводил в распорядок применение пыток. В годы правления Фердинанда в Вестфалии прошли наиболее массовые процессы против ведовства на территории Священной Римской империи, подавляющее большинство которых закончились вынесением смертных приговоров. Только с 1626 по 1631 год в Вестфалии было казнено 574 обвинённых в колдовстве и служении дьяволу.
Фердинанд Баварский, как и его дядя Эрнст, был человеком, ценившим жизненные удовольствия, был страстным охотником и меценатом.
Похоронен в Кёльнском соборе.
После смерти Фердинанда Баварского его обширные владения были разделены. Так, новым епископом Мюнстера стал Христофор-Бернгард фон Гален.